# Avant que les flammes ne s'éteignent
Pour plus de détails, voir Fiche technique et Distribution.
Avant que les flammes ne s'éteignent est un film dramatique français réalisé par Mehdi Fikri, sorti en 2023.
Le réalisateur indique s'être inspiré de plusieurs affaires dont les morts aux mains de la police d'Amine Bentounsi en 2012, de Lamine Dieng en 2007, d'Ali Ziri en 2009, de Wissam El-Yamni en 2012, et d'Adama Traoré, en 2016.

## Synopsis
Dans une banlieue populaire de Strasbourg, le jeune Karim El Yadari meurt après son interpellation par la police. Alors que la ville s'embrase, Malika, la sœur aînée de Karim, décide d'obtenir coûte que coûte la vérité. Son combat face à l'institution judiciaire bouleverse également sa vie privée.

## Fiche technique
Sauf indication contraire, les informations mentionnées dans cette section peuvent être confirmées par les bases de données cinématographiques IMDb et Allociné,  présentes dans la section « Liens externes ».
- Titre original : Avant que les flammes ne s'éteignent
- Réalisation : Mehdi Fikri
- Scénario : Mehdi Fikri
- Musique : Andrea Boccadoro
- Décors : Laure Satgé
- Costumes : Annie Melza Tiburce
- Photographie : Romain Carcanade
- Son : Cédric Berger
- Montage : Béatrice Herminie
- Production : Michaël Gentile, Garance Boulet, Robin Robles, Arthur Goisset et Bastien Daret
- Sociétés de production : The Film, Topshot Films, France 3 Cinéma et BAC Films
- Société de distribution : BAC Films et Goodfellas
- Pays de production :  France
- Langue originale : français
- Format :
- Genre : Drame
- Durée : 94 minutes
- Dates de sortie :
  - Canada : 11 septembre 2023 (Festival international du film de Toronto)
  - France : 15 novembre 2023

## Distribution
- Camélia Jordana : Malika El Yadari, sœur de Karim
- Sofiane Zermani : Driss El Yadari, frère de Karim
- Sonia Faidi : Nour El Yadari, sœur de Karim
- Sofian Khammes : Adel, époux de Malika
- Louise Coldefy : Estelle, épouse de Driss
- Hammou Graïa : Mohamed El Yadari, le père de famille
- Makita Samba : maître Harchi, l'avocat
- Samir Guesmi : Slimane
- Flore Babled : Camille, la journaliste
- Jeanne Rosa : Yvonne Ruscio, la juge
- Najaa Bensaid : Nadia, la petite amie de Karim
- Larry : Karim El Yadari, la victime, plus jeune fils de Mohamed

## Exploitation

### Accueil critique
Le film reçoit une note moyenne de la presse de 3/5 sur AlloCiné et une note moyenne des utilisateurs de 1,8/5 qui fait polémique.
Dans Le Point, Erwan Seznec considère que Avant que les flammes ne s’éteignent est un « film de propagande, instructif malgré lui », qui « mérite d’être vu, mais pas pour les raisons espérées par les auteurs. »
La rédaction de L'Humanité y voit « un premier film poignant et brûlant d’actualité ». Jacqueline Nacache dans Positif considère qu'« il est rare que, dans un film social en phase avec une actualité brûlante, se développe une figure universelle de femme héroïque, de plus en plus seule, de plus en plus dure. »
Pour François Forestier, dans Le Nouvel Obs, « Camélia Jordana, dans le rôle principal, incarne avec feu la colère d’une génération et, tourné dans la banlieue de Strasbourg, le film a une vérité dramatique. C’est le premier long-métrage de Fikri : très prometteur. »
Le Monde, sous la plume de Jacques Mandelbaum, est plus réservé : « Le film, sans doute obligé par son sujet, est toutefois bien trop illustratif pour faire bouger les lignes esthétiques. » De même que Laura Tuillier, dans Libération, qui écrit que : « En se centrant sur des questions d’ordre psychologique avant tout (comment la famille va réagir à la détermination de Malika ? N’a-t-elle pas failli à son rôle de sœur en ostracisant son petit frère ?), Avant que les flammes ne s’éteignent ne s’aventure pas du côté politique de la rive, et échoue à dévoiler les logiques de ce qui fait système,. »

### Polémiques
Le film aurait subi une campagne de dénigrement relayée par plusieurs médias du groupe de Vincent Bolloré, dont la chaîne CNews et la station de radio Europe 1, et les réseaux sociaux,,.
France Info affirme que le site Allociné a été visé par des raids de sympathisants d'« extrême droite » visant à influencer les notes « spectateur » pour artificiellement dévaloriser le film. De nombreux commentaires émanant de comptes pour la plupart anonymes et n'ayant qu'une seule critique à leur actif, à savoir celle portant sur ce film, lui attribuent la note la plus basse.
Allociné admet l'existence du phénomène et précise prendre des mesures pour tenter de le contrer. Un message d'alerte est publié sur la page du film pour signaler que « la répartition des notes spectateurs sur ce film est inhabituelle. » Bien que toutes les notes soient prises en compte lors du calcul de la note finale, elles sont pondérées par le score de crédibilité des utilisateurs. Le site fait aussi en sorte de modérer les commentaires pour supprimer les contenus haineux. Par contre, Allociné refuse de mettre en place un système inspiré du site américain Rotten Tomatoes qui forcerait les internautes à prouver qu'ils ont vu le film.
Chloé Folens, déléguée générale de la Société des réalisatrices et réalisateurs de films (SRF), souligne que cette pratique n'est pas nouvelle, d'autres films portant sur les minorités ayant également été visés : « On constate le même mode opératoire : des comptes créés souvent pour l'occasion, qui tâchent de manipuler la note spectateur d'un film en lui donnant des critiques extrêmement négatives et des notes quasiment nulle, de façon à la plomber, généralement avant même la première séance publique du film. »
Le magazine Causeur, Europe 1 ou le groupe du Rassemblement national de la région Grand Est (qui a participé au financement du film) insistent sur la présence d'un tiers d'« argent public » dans le budget du film, en y agrégeant la subvention du CNC. A noter que le CNC est un organisme public dont les aides ne sont pas financées par l'impôt mais par des taxes publiques.
L'hebdomadaire Marianne souligne que l'influence des notes du seul site Allociné a un impact très limité sur le succès d'un film, et que dénoncer une offensive de la « fachosphère » est une manière de rejeter les critiques sur la qualité du film, ainsi que son parti-pris. L'article précise que la thèse imputant l’échec du film à l’extrême droite est largement partagée par de nombreux médias, sans recul critique. Ainsi, le journal Libération invite Allociné à « rendre des comptes », alors que le quotidien compte parmi les médias qui ont le moins bien noté le film sur la plate-forme, signalent Marianne et Front populaire.

### Accueil public
Le film sort en France le 15 novembre 2023 dans 118 salles. Il totalise 2 150 entrées pour sa première journée. Le premier week-end d'exploitation se termine avec seulement 12 503 spectateurs. Pour sa première semaine, le film totalise 18 033 entrées.
Sur Allociné, le box office arrêté au 13 décembre 2023 fait état de 23 491 spectateurs.

## Distinctions

### Sélections
- 2023 :
  - 12e Festival international du film indépendant de Bordeaux : ouverture, hors compétition
  - 48e Festival international du film de Toronto : présentation section « Discovery »

### Récompense
- 2023 : 18e Festival international du film de Rome : mention spéciale du jury[17]